# Knapp AG
Die Knapp AG (Eigenschreibweise KNAPP) mit Sitz in Hart bei Graz ist ein österreichischer Hersteller für Intralogistiklösungen und Systeme im Bereich Lagerlogistik und Lagerautomation. Seine Leistungen umfassen die Konzeption und Entwicklung, die Umsetzung als Generalunternehmer sowie die Nachbetreuung. Das Unternehmen verfügt über 40 Standorte weltweit.

## Geschichte
Das Unternehmen wurde durch Günter Knapp im Jahr 1952 in einer kleinen Werkstatt seines Privathauses gegründet.
Im Jahr 1960 bestand das Kerngeschäft aus dem Bau von Spezialmaschinen wie Krapfenfüller, Milchpumpen und Aufzüge. In diesem Jahr erfolgte der erste Auftrag im Bereich Pharmagroßhandel. Dabei entstand die Idee zur Produktion von Kommissionierautomaten.
Im Jahr 1974 erhielt Knapp den ersten internationalen Auftrag. 1980 stieg die Mitarbeiteranzahl bereits auf 79 Mitarbeiter. Zudem erwarb Günter Knapp ein Grundstück in der Nähe von Graz, welches noch heute als Hauptsitz des Unternehmens dient.
Anfang der 1980er Jahre wurde der erste Kommissionierautomat für die Anwendung im Pharmagroßhandel entwickelt und 1985 in Deutschland bei Gehe eingesetzt. 1990 stieg das Unternehmen in den amerikanischen Markt ein.
Im Laufe der Jahre entwickelte sich Knapp zu einem großen Unternehmen im Bereich der Software, was unter anderem durch den Erwerb der ATIS (heute KNAPP Systemintegration GmbH), SYSLOG und LOGIM möglich wurde.
Ab 2000 war das Unternehmen als einer der World’s Top-20 Material Handling Supplier gelistet. Im Jahr 2002 stieg die Anzahl der Mitarbeiter erstmals auf über 1.000 an. 
2008 übernahm Knapp das Logistikunternehmen Moving AB in Skandinavien. Knapp-Moving hat seither Niederlassungen in Schweden, Norwegen und Dänemark. Weiters wurde der Bau der neuen Konzern- und Entwicklungszentrale in Hart bei Graz begonnen.
Seit 1. Juli 2009 tritt die Firma Knapp als Aktiengesellschaft unter dem Namen Knapp AG auf.
2010 wurde die Dürkopp Fördertechnik GmbH in Bielefeld (Deutschland) übernommen und das Unternehmen dehnte sein Tätigkeitsfeld auf die Textillogistik aus. Im Oktober wurde eine neue Konzernzentrale in Hart bei Graz eröffnet. Über Kooperationen mit dem japanischen Unternehmen Daifuku wurde Knapp in Asien stärker im Bereich „Material Handling Systems“ (MHE) präsent. Im Jahr 2016 wurden die Unternehmen ivii GmbH und RedPilot gegründet.
2018 beschäftigte die Knapp AG mehr als 4100 Mitarbeiter in über 40 Standorten weltweit.

## Produkte
- Lagersysteme und Lagertechnik
- Shuttle-Systeme

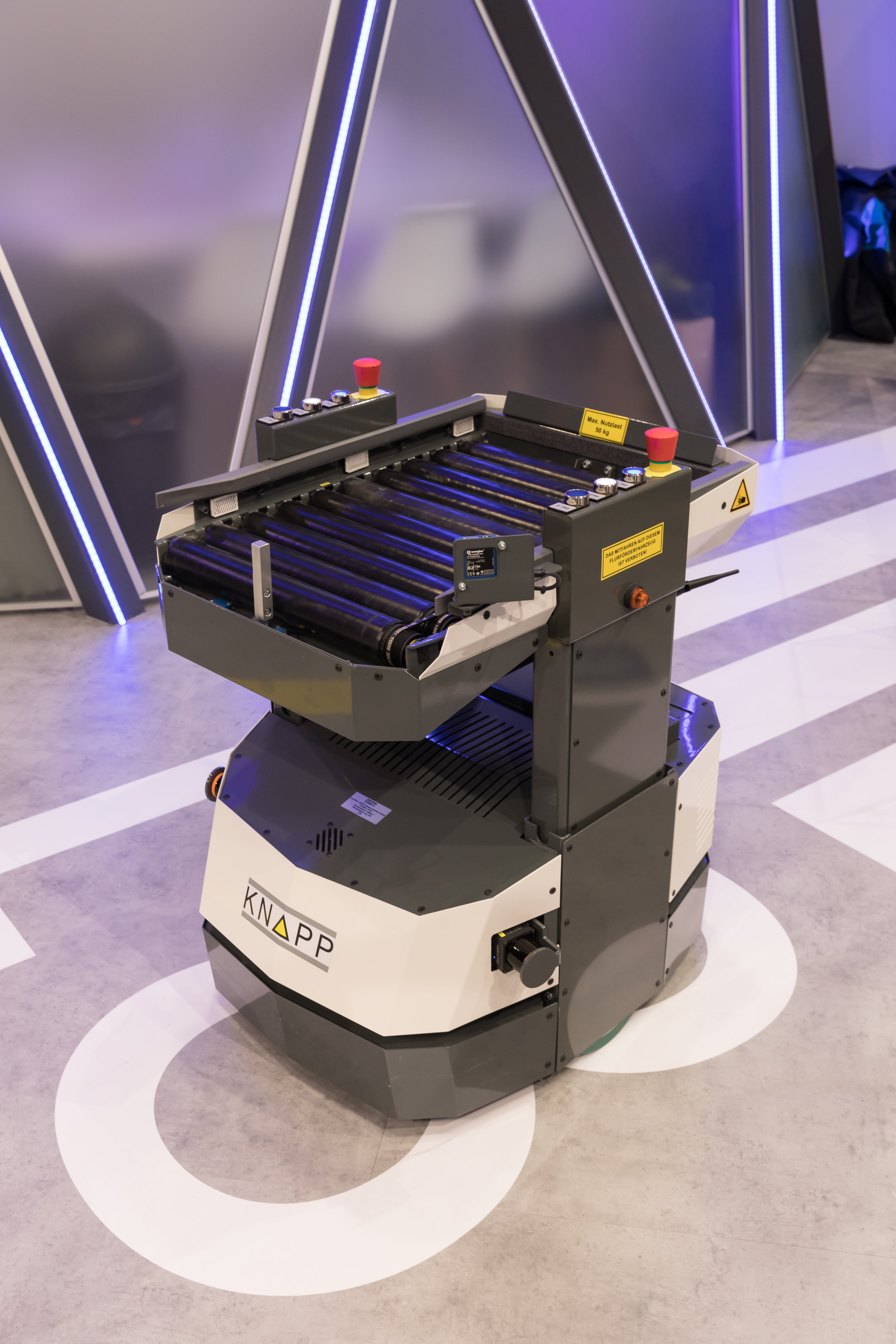
Unbemanntes Fahrzeug

- Kommissioniersysteme (automatische, halbautomatische und manuelle Systeme zur Kommissionierung)
- Fördertechnik (Behälterfördertechnik, Sortersysteme)
- Lagerverwaltungssysteme

## Tochterunternehmen
- Knapp Systemintegration GmbH, Österreich
- Knapp-Moving AB, Schweden
- Dürkopp-Fördertechnik GmbH, Deutschland
- Knapp IT Solutions GmbH, Österreich
- KNAPP Industry Solutions GmbH, Österreich
- ivii GmbH, Österreich
- redPILOT GmbH, Österreich
- iSS Automation GmbH, Deutschland